# 전 리 왕조
전이조(前李朝, 544년 ~ 602년)는 544년에 이분(李賁)이 양나라의 지배에서 독립하여 베트남 북부 지방에 세운 왕조이다. 만춘(萬春), 야능(野能)이라고도 한다. 602년에 수나라의 공격을 받아 멸망했고, 베트남 지역은 다시 중국 왕조의 통치를 받게 되었다.

## 역대 군주
- 전리남제(前李南帝) 이분(李賁, 연호 천덕(天德)) 544年－548年
- 조월왕(趙越王) 명도개기성렬신무황제(明道開基聖烈神武皇帝) 조광복(趙光復) 548年－571年
- 도랑왕(桃郎王) 이천보(李天寶) 548年－555年
- 후리남제(後李南帝) 영렬인효흠명성무황제(英烈仁孝欽明聖武皇帝) 이불자(李佛子) 555年－602年